# Opuntia zamudioi
Opuntia zamudioi es una planta perteneciente a la familia de los cactos (Cactaceae). 

## Clasificación y descripción
Arbóreo bajo, de ramificación abierta, de 2 a 2.5 m de altura. Tronco: definido, de ca. 17 cm de diámetro, corteza en costras, de color gris, sin espinas, con pelos cerdosos. Se bifurca inicialmente y después se trifurca. Cladodios: obovados, generalmente de 21 a 26 cm de largo y 13.5 a 15 cm de ancho, verde oscuros, opacos. Epidermis: pubescente, con tricomas diminutos, con base ensanchada, pluricelulares, falcados, sin lumen visible. Estomas tetracíticos, de ca. 33 μm de largo y 27 μm de ancho, con paredes anticlinales rectas y gruesas. Células epidérmicas chicas, casi isodiamétricas, con paredes anticlinales lisas a ligeramente onduladas, sin granulaciones en la superficie. Aréolas: dispuestas en 13 series, distantes 1.7 a 2 cm entre sí, elípticas a obovadas, de 2 a 3 mm de diámetro, pero en cladodios viejos hasta 5 mm, ligeramente elevadas, con lana marrón. Glóquidas: amarillas, generalmente menores de 2 mm de largo, subcentrales, rodeadas de un anillo de fieltro grisáceo. 
Espinas: 1 a 3 (5), ausentes en la base del cladodio, pero en los bordes y ápice son más numerosas, aciculares, angostas, lisas, quebradizas, erectas, extendidas, las inferiores algo encorvadas, aplanadas, dobladas en la base, de 5 a 13 mm de largo, pero en los bordes de los últimos cladodios hasta 2 (3.5) cm de largo, blancas con la punta amarillenta. Botones florales: perianto color rosa. Flores: de 6.1 a 6.8 cm de largo y de ca. 6 cm de ancho en la antesis, de color amarillo brillante. Pericarpelo pubescente, obovado a piriforme, de 2.7 a 4.5 cm de largo y de 2 a 2.2 cm de ancho, verde claro amarillento. Aréolas en 7 a 9 series, distantes 6 a 7 mm entre sí, obovadas, con abundante fieltro marrón prominente. Glóquidas en la parte superior de la aréola, amarillentas, cerdas 2 a 4, rectas o sinuosas, hasta 12 mm de largo, amarillentas, variegadas de color rosa, aréolas superiores con escama basal refleja, crasa, verde claro con el ápice rosa, de ca. 7 mm de largo. Segmentos exteriores del perianto deltoides a obovados, con el ápice mucronado, bordes dentados, verde claro amarillentos y el ápice con tintes rosa rojizos. Segmentos interiores amarillo brillante, anchamente obespatulados con el ápice apiculado, bordes dentados, de ca. 3.6 cm de largo y 2.1 cm de ancho en el ápice. Androceo alcanza el tercio inferior del perianto, filamentos amarillos con la base rosada, anteras sagitadas, amarillas, ovario obovado. 
Cámara nectarial abierta, estriada, amplia, de ca. 6 mm de largo y 3 mm de ancho, amarilla. Estilo cuneiforme, blanco, lóbulos del estigma 10, verdes, de ca. 0.5 mm de largo. Polen: poligonales, periporados, con ca. 20 poros, semitectados, de ca. 45 μm, muros lisos, forámenes de 3 a 3.5 μm. Frutos: ácidos, elípticos a piriformes, pubescentes, aromáticos, de ca. 5 cm de largo y 2.5 cm de diámetro, de color variable, la mayoría amarillos, pero a veces anaranjados en la base y amarillentos en la parte superior; con paredes anchas. Cicatriz umbilical profunda. Aréolas pequeñas, dispuestas en 6 a 8 series, distantes ca. 7 mm entre sí, rodeadas, de glóquidas amarillas. Pulpa amarillo anaranjada, fácilmente separable de las semillas. Semilla: lenticular, con arilo lateral ancho, de ca. 4 mm de diámetro, regular. Taza del hilo basal de ca. 0.9 mm de ancho; sin pelos en la superficie.

### Características distintivas para la identificación de esta especie
Cactus arbóreo bajo, ramificación abierta. Tronco definido sin espinas, pelos cerdosos. Cladodios: obovados, verde oscuros, opacos. Epidermis: pubescente. Aréolas: en 13 series, elípticas a obovadas, fieltro marrón. Glóquidas: amarillas, rodeadas de un anillo de fieltro grisáceo. Espinas: 1 a 3 (5), ausentes en la base del cladodio, quebradizas, blancas con la punta amarillenta. Flores amarillo brillante. Frutos ácidos, elípticos a piriformes, pubescentes, amarillos, a veces anaranjados en la base y amarillentos en la parte superior.

## Distribución
Guanajuato y Querétaro.

## Ambiente
Altitud: 495 a 650 m s. n. m. Tipo de vegetación, bosque tropical caducifolio.

## Estado de conservación
Especie no considerada bajo ninguna categoría de protección de la NOM- 059- ECOL-SEMARNAT- 2010.